# Национална университетска библиотека на Торино
Националната университетска библиотека на Торино (на италиански: Biblioteca Nazionale Universitaria di Torino), известна също с акронима BNUTO, е една от най-важните италиански държавни обществени библиотеки. Тя е първата обществена библиотека на Кралство Италия. Основана около 1723 г., библиотеката се намира пред Палацо Кариняно на площад „Карл Алберт“ №3 в град Торино, Северна Италия, в чиито бивши конюшни е изцяло възстановена между 1958 и 1972 г.
Библиотеката е към Министерството на културата на Италия и участва в Националната библиотечна служба (SBN). Освен това съгласно Закон 106/04 тя е получател на законовия депозит за регион Пиемонт.
Първоначално формирана от колекцията на Савойската династия и колекцията от книги на Торинския университет, с течение на времето активите ѝ се увеличават благодарение на многобройните придобивки и дарения от частни лица. Колекциите ѝ включват 763 833 печатни тома, 2095 периодични издания, 4554 ръкописа, 1603 инкунабулаи и 10 063 книги от XVI век.

## История

### Раждане и първи придобивки
Произходът на Националната университетска библиотека на Торино датира от 1720 г., когато херцог Виктор Амадей II Савойски решава да обедини приблизително 14 000 тома, които формират колекцията на Савойския херцог (дотогава съхранявана в Градската библиотека и в Кралската библиотека) с библиотечния фонд на Кралския университет, чието ново седалище е открито между 1713 и 1715 г. на улица „По“.
С конституциите от 1729 г. Кралската университетска библиотека е снабдена със собствени правила и е установено задължението за всички печатници в Кралство Сардиния да доставят на библиотеката копие от всичко, отпечатано от тях, за целите на консервацията (законов депозит). Подобно задължение е наложено и на университетските преподаватели по отношение на техните академични трудове.
През 1745 г. ролята на кралски библиотекар е поверена на Джузепе Лука Пазини, който я заема до смъртта си през 1770 г. Той придава голямо значение на каталогизирането на активите на библиотеката, публикувайки каталога Codices manuscripti Bibliothecae Regii Taurinensis Athenaei, който изброява всички ръкописи, притежавани от библиотеката, подредени по език. Под негово ръководство библиотечните колекции също са разширени с придобиването на книгите на историка Пиетро Джаноне, починал в Торино през 1748 г., и на колекцията на Херцогския замък Алие.

### Разрастването на наследството през XIX век
Библиотеката променя името си за първи път през 1801 г., след френската окупация, като e преименувана на Национална университетска библиотека и след това определена като Имперска, когато Наполеон I придобива тази титла. Именно по силата на наполеоновите репресии библиотеката получава още 30 000 тома от разпуснатите през тези години религиозни ордени.
През 19 век, с оглед подпомагане на научната дейност, насърчавана от Савоя, в библиотеката са събрани много завещания и придобивки, което допринася за увеличаване на нейното наследство. Сред тях придобиването през 1824 г. на повечето от ръкописите на Скрипториума на Бобио е от огромно значение и културна стойност (други кодекси на Скрипториума се съхраняват в Кралската библиотека и в Държавния архив в Торино). Архитектът на тази придобивка е филологът Амедео Пейрон, сътрудник на библиотеката по това време. През онези години тя получава много ръкописи от известни италиански академици като Просперо Балбо, Джузепе Вернаца и Карло Денина. Важни завещания тогава са тези на видни личности, като граф Чезаре Салуцо ди Монезильо, който дарява своите исторически писания на библиотеката, принц Карл Емануил дал Поцо дела Чистерна, който оставя своята колекция, съдържаща много ценни ръкописи и печатни произведения, и маркиз Карло Алфиери ди Состеньо, от когото пристигат хиляда издания на венецианската печатница Алда.
Благодарение на безброй завещания и придобивки през 1873 г., когато е обявена за национална библиотека, библиотеката пази наследство, съставено от 250 000 тома, 4200 ръкописа и 1000 инкунабула.

### Бедствия на XX век и възраждане
XX век започва с трагедия за библиотеката: в нощта между 25 и 26 януари 1904 г. пожар, който избухва вътре в сградата, поразява 5 от 38-те зали, съставляващи библиотеката, унищожавайки около 1500 изключително редки ръкописа и ценности, които съставляват 1/3 от колекцията от ръкописи на библиотеката, както и 30 000 тома. Сред книгите  особено повредени са тези, свързани с публичното право, философията, филологията, икономиката и библиографията, докато сред ръкописите са особено засегнати италианските и френските, сред които Торино-Миланския часослов на херцог Жан дьо Бери с ръкописи на братята Ян и Хуберт ван Ейк.
Още в дните след бедствието библиотеката работи, за да се опита да подсигури оцелелите ръкописи, като в същото време запази останките от повредени ръкописи (от огън или вода, използвана за гасене на пожара), с надеждата, че ще успее да ги възстанови. Група учени е призована да се заеме с разпознаването на ръкописите: Итало Пици се занимава с ориенталските, Карло Чипола и Карло Фрати с латинските, Гаетано Де Санктис с гръцките и Родолфо Рение с италианските и френските, които са по-повредени. За да се извършат първите интервенции върху ръкописите, е създадена първата реставрационна лаборатория в Италия, ръководена от Карло Маре, бивш реставратор в реставрационната лаборатория на Ватиканската библиотека. Лабораторията в Торино е открита на 5 февруари 1905 г. в присъствието на кралица Маргарита Савойска.
Пожарът в библиотеката има широк отзвук по целия свят: в месеците след пожара частни лица, италиански и чуждестранни университети и библиотеки правят дарения на Националната библиотека в Торино, за да компенсират загубите. В рамките на няколко години, благодарение на многото получени дарения и направени покупки, активите на библиотеката отново достигат високи нива, достигайки приблизително 400 000 книги и 1500 ръкописа през 1911 г., към които да се добавят произведенията (книги или ръкописи) във фазата на възстановяване след пожара няколко години по-рано. Следователно възниква проблемът с намирането на ново място за библиотеката, тъй като сегашната сграда няма достатъчно място, за да побере целия библиотечен фонд. Още след пожара Карло Фрати – директор на библиотеката по това време, повдига проблема с новото седалище: когато той е преместен през 1905 г., неговият наследник Джулиано Бонаци също подчертава в доклад, изпратен до министерството, че трябва да се намери ново, по-голямо седалище за библиотеката, предлагайки изграждането на сграда от нулата, способна да удовлетвори стандартите за безопасност, изисквани в среда като библиотечната. В същото време самият Бонаци незабавно предприема работа по реорганизация и реконструкция на библиотеката, като успява да отвори отново помещенията за обществеността след по-малко от година, след като осигурява по-функционално разположение на услугите и книжния материал. През 1907 г. е решено зоната на площад „Карло Алберто“, където се намират конюшните на Палацо Кариняно, да бъде предоставена на библиотеката, но след години на планиране, поради избухването на Първата световна война, проектът е спрян.
В периода между двете световни войни дейността на библиотеката продължава, както и нейните придобивания: между 1927 и 1930 г., благодарение на работата на директора Луиджи Тори и музиколога Алберто Джентили, и икономическия принос на патроните Роберто Фоа и Филипо Джордано, Националната библиотека на Торино придобива почти пълната колекция от произведения на Антонио Вивалди, съставена от 450 партитури с автограф.
Втората световна война обаче има много по-драматични последици за библиотеката от Първата световна война: поради бомбардировките от 8 декември 1942 г. сградата претърпява значителни щети и част от печатните томове, съхранявани в библиотеката, са унищожени.
Едва след Втората световна война вековният проблем с новото седалище на библиотеката най-накрая намира решение: през 1956 г. Министерството на благоустройството и Министерството на образованието обявяват конкурс за проектиране и ръководство на строителните работи на нова библиотека на площад „Карл Алберт“, на мястото на конюшните на Палат Кариняно, както е създадена през 1907 г.: победителите са архитектите Масимо Амодей, Паскуале Карбонара, Итало Инсолера, Алдо Ливадиоти и Антонио Куистели, които запазват оцелялата фасада на конюшните, вместо да построят останалата сграда изцяло от нулата. Работата започва през 1958 г. и завършва през 1972 г. След приключване на последните интервенции и процедури по предаване на книжното наследство библиотеката е официално открита на 15 февруари 1976 г.

## Наследство
През 2011 г. Националната университетска библиотека в Торино притежава 763 833 печатни тома, 2095 продължаващи периодични издания, 4554 ръкописа, 1603 инкунабула и 10 063 книги от XVI век.
Сред колекциите на библиотеката се открояват по-специално следните:
- Колекция Фаà-Джордано: често считана за едно цяло, това всъщност са две отделни колекции, които заедно съдържат почти всички партитури с автографи на Антонио Вивалди, както и композиции от други композитори, като Алесандро Страдела, Джироламо Фрескобалди и Джовани Батиста Виоти. Документите са притежание на Националната библиотека между 1927 и 1930 г., отчасти чрез закупуването им от Салезианския колеж „Свети Карл“ от Борго Сан Мартино, отчасти чрез закупуването им от маркиз Джузепе Мария Дурацо. Фондът дължи името си на Мауро Фоа и Ренцо Джордано, които умират млади и с синове съответно на Роберто Фоа и Филипо Джордано, които предлгатада купят документите на Вивалди на мястото на библиотеката (която няма необходимите средства), след което ги даряват на самата библиотека в памет на преждевременно починалите им деца.[12]
- Corpus Juvarrianum: това е името на фонда, който събира над хиляда рисунки на архитекта от Месина Филипо Ювара,[13] отдавна активен в Пиемонт. Рисунките в колекцията не засягат само архитектурни произведения, но и изгледи, декорации, създадени от него за театри, и интериорни декорации.[14]
- Фонд „Кралица Маргарита“: съставен от повече от 13 000 тома, той включва цялата колекция от книги, събрана от кралица Маргарита Савойска през живота ѝ. Книгите се отличават с елегантността на подвързията. Темите варират от италианска до европейска литература, преминавайки през поезията, изкуството, музиката и историята.[15]
- Фонд от 1904 г.: това име се отнася до набор от произведения, изпратени на Националната библиотека след опустошителния пожар от 1904 г., който унищожава голяма част от книжното и ръкописното наследство на библиотеката. Книгите, идващи както от Италия, така и от чужбина, не са обект на какъвто и да е вид реорганизация или организация до 2020 г., когато стартира проект за каталогизиране на цялата колекция.[16]

Освен споменатите по-горе, изпъква и колекцията от испански музикални произведения, наречена Canzoniere di Torino. Значими са и ръкописите от Скрипториума на Бобио, сред които се откроява препис на Евангелието от Марк и това от Матей, датиращи от около IV век и представляващи най-старият документ, притежаван от библиотеката. Сред инкунабулите са Rationale divinorum officiorum на Гулиелмо Дуранте, отпечатана от Йоханес Фуст и Петер Шьофер през 1459 г., и произведенията, отпечатани от Антоан Верар. Съществува и богата колекция от рисунки и гравюри, която в допълнение към творбите на Ювара включва произведения на художници от калибъра на Андреа Мантеня, Албрехт Дюрер, Питер Брьогел Стария, Луиджи Ванвители и Джовани Батиста Пиранези.

## Изложбени зали и аудиториум
Националната университетска библиотека на Торино има две изложбени зали: Зала „Кралица Маргарита“ и Зала „Ювара“. Първата дължи името си на факта, че от 2022 г. е домакин на постоянна изложба на колекцията от книги на кралица Маргарита Савойска, докато втората се използва периодично за поставяне на временни изложби от различен вид.
Библиотеката е оборудвана и с концертна зала – Аудиториум „Вивалди“, която може да побере около 200 души. Пространството е предназначено за конференции и други културни дейности, които не са непременно свързани с тези на библиотеката. Реставрирана през 2015 г., към Аудиториума е добавена „Къщата на Вивалди“ – климатизирана витрина, в която са изложени негоните партитури, които могат да се гледат и чрез мултимедия.